# Пояна (Вранча)
Пояна (рум. Poiana) — село у повіті Вранча в Румунії. Входить до складу комуни Вринчоая.
Село розташоване на відстані 168 км на північ від Бухареста, 38 км на північний захід від Фокшан, 110 км на північний захід від Галаца, 92 км на схід від Брашова.

## Населення
За даними перепису населення 2002 року у селі проживали 769 осіб, усі — румуни. Усі жителі села рідною мовою назвали румунську.